# Bitwa pod Bicoccą
Bitwa pod Bicoccą (znana także jako Bitwa pod La Bicocca) – starcie zbrojne, które miało miejsce 27 kwietnia 1522 roku w trakcie walk Francuzów z Austrią i Hiszpanią podczas wojny włoskiej (1521–1526).
Działania wojenne rozpoczęły się uderzeniem francuskim na Luksemburg i Nawarrę w roku 1521. Po stronie króla Hiszpanii Karola V stanął król angielski Henryk VIII oraz papież Leon X. Wojska austriacko-hiszpańskie zajęły w krótkim czasie Lombardię a w roku 1522 pokonały w bitwie pod La Bicocca koło Mediolanu armię francuską wspomaganą przez znajdujących się na służbie francuskiej Szwajcarów. Bitwa przesądziła o losach Lombardii. Tron w Mediolanie uzyskał brat Maksymiliana Franciszek II Sforza.

## Bitwa
Armia hiszpańsko-austriacka dowodzona przez Prospera Colonnę (19 000 Hiszpanów i lancknechtów) zajęła silną pozycję, na czele której znajdował się rów, a z boków i z tyłu były kanały. Przed rowem ustawiona została piechota złożona z najemnych niemieckich arkebuzerów oraz z Hiszpanów uzbrojonych w muszkiety. Naprzeciw pozycji hiszpańsko-austriackich stanęła armia francuska (32 000 żołnierzy, w tym 15 000 Szwajcarów) dowodzona przez hrabiego de Lautrec. Pierwszy zaatakował wódz francuski, który skierował na obóz Colonny 8000 słynnej piechoty szwajcarskiej. Za Szwajcarami posuwały się kolejne kolumny mające uderzyć dośrodkowo na obóz hiszpańsko-austriacki. W zmasowanym ogniu muszkietów i arkebuzów atak Szwajcarów załamał się. W tym czasie jedna z kolumn francuskich wdarła się do obozu przez most na kanale. Ponieważ udało się odeprzeć Szwajcarów, wszystkie siły zwróciły się na wdzierających się Francuzów i wyparły ich z obozu. Toczone równolegle starcie jazdy hiszpańskiej z jazdą francuską zakończyło się wygraną Francuzów. Ogień piechoty hiszpańskiej i tym razem okazał się skuteczny, odpierając zwycięską jazdę francuską. Pobici Francuzi wycofali się. Bitwa pod La Bicocca była bitwą przełomową w podwójnym znaczeniu - pierwszy raz o wyniku bitwy zadecydowało użycie zmasowanego ognia broni palnej, a także pierwszy raz od dwóch stuleci niezwyciężona dotąd piechota szwajcarska poniosła porażkę.